# 地球の太陽面通過 (土星)
土星における地球の太陽面通過（ちきゅうのたいようめんつうか）とは、土星と太陽のちょうど間に地球が入り、太陽面を通過する天文現象である。

## 概要
土星で地球の太陽面通過が起こるのは、紀元前125000年から125000年の25万年間で28373回である。前回は2020年7月20日、次回は2049年7月16日に起こる。
土星における地球の太陽面通過は、約14.5年に1回起こる。ただし、稀に太陽からずれて起こらず、結果的に倍の約29年、または約29.5年の間隔を置く場合がある。直近で起こった2005年1月13日の太陽面通過はまさにそうで、次は2020年7月20日に起こる。ずれが半年分のため、現在では土星の太陽面通過は1月か7月にしか起こらない。この周期は少しずつずれており、長い時間では別の月が出現する。1月または7月以外の月で太陽面通過が発生したのは、前回は1562年12月27日である。次回は3551年8月4日までない。

## 太陽面通過の起こる日
日付は最大食の日付(UTC)。
| 年月日        | 最大食 |
| ------------- | ------ |
| 1931年7月13日 | 07:40  |
| 1946年1月12日 | 05:31  |
| 1961年7月19日 | 11:02  |
| 1999年7月14日 | 17:31  |
| 2005年1月13日 | 22:48  |
| 2020年7月20日 | 22:19  |
| 2049年7月16日 | 03:35  |
| 2064年1月16日 | 17:32  |
| 2078年7月11日 | 03:21  |
| 2093年1月9日  | 17:45  |

## 月の太陽面通過
地球の衛星である月は、地球とあまり離れていない距離にあるため、地球の太陽面通過が起こる時には、月の太陽面通過も同時に起こっている場合がほとんどである。しかし稀ではあるが、地球のみ、あるいは月のみが太陽面通過を起こし、もう片方が太陽面通過を起こさない場合がある。地球のみ太陽面通過が起こったのは、前回は1814年7月20日、次回は2506年1月23日である。月のみ太陽面通過が起こったのは、前回は1328年1月5日、次回は2284年7月12日である。

## 同時太陽面通過
- 地球の太陽面通過および月の太陽面通過が、水星の太陽面通過と同時に起こることはあるが、極めて稀である。前回は紀元前35055年4月22日、次回は19626年11月28日である。
  - 紀元前124260年6月28日、紀元前40710年3月25日、紀元前33023年4月29日の太陽面通過はさらに稀な現象として、水星と地球のみが太陽面通過を起こし、月は太陽面通過を起こさない。
- 地球の太陽面通過および月の太陽面通過が、金星の太陽面通過と同時に起こることはあるが、極めて稀である。前回は紀元前36043年10月13日、次回は23364年12月16日である。
  - さらに稀な現象として、地球と金星のみが太陽面通過を起こし、月は太陽面通過を起こさない場合が考えられる。前回は紀元前83581年2月22日、次回は25705年6月30日に発生する。
- 地球の太陽面通過および月の太陽面通過が、火星の太陽面通過と同時に起こることはあるが、極めて稀である。前回は紀元前73651年6月8日である。